# Iviella
Iviella es un género de arañas araneomorfas de la familia Dictynidae. Se encuentra en Norteamérica.

## Lista de especies
Según The World Spider Catalog 12.0:
- Iviella newfoundlandensis Pickavance & Dondale, 2010
- Iviella ohioensis (Chamberlin & Ivie, 1935)
- Iviella reclusa (Gertsch & Ivie, 1936)